# José da Conceição
José da Conceição, född 23 maj 1931 i Rio de Janeiro, död 18 oktober 1974 i Rio de Janeiro, var en brasiliansk friidrottare.
Conceição blev olympisk bronsmedaljör i höjdhopp vid sommarspelen 1952 i Helsingfors.